# Tokatsjka
Tokatsjka (Bulgaars: Токачка) is een plaats in de Bulgaarse gemeente Kroemovgrad, oblast Kardzjali.

## Bevolking
Het dorp Tokatsjka had bij een schatting van 2020 een inwoneraantal van 238 personen. Dit waren 27 mensen (-10,2%) minder dan 265 inwoners bij de officiële census van februari 2011. De gemiddelde jaarlijkse groei in die periode komt daarmee uit op -1,1%, hetgeen lager is dan het landelijk jaarlijks gemiddelde over deze periode (-0,63%).
De meerderheid van de bevolking bestaat uit etnisch Bulgaarse Turken.
| Etnische samenstelling van de respondenten (2011) | Etnische samenstelling van de respondenten (2011) | Etnische samenstelling van de respondenten (2011) | Etnische samenstelling van de respondenten (2011) | Etnische samenstelling van de respondenten (2011) |
| ------------------------------------------------- | ------------------------------------------------- | ------------------------------------------------- | ------------------------------------------------- | ------------------------------------------------- |
|                                                   |                                                   |                                                   |                                                   |                                                   |
| Bulgaren                                          | Bulgaren                                          |                                                   | 0,0%                                              | 0,0%                                              |
| Turken                                            | Turken                                            |                                                   | 99,2%                                             | 99,2%                                             |
| Roma                                              | Roma                                              |                                                   | 0,0%                                              | 0,0%                                              |
| Anders/Onbekend                                   | Anders/Onbekend                                   |                                                   | 0,8%                                              | 0,8%                                              |

Tokatsjka lijdt onder het gegeven van de trek van het platteland; de meeste jonge mensen hebben het dorpje verlaten, veelal wegens emigratie. De meeste overgebleven mensen in de nederzetting zijn ouderen.